# 妖幻三重奏
《妖幻三重奏》（日語：あやかしトライアングル）是日本漫畫家矢吹健太朗創作的少年漫畫，從《週刊少年Jump》2020年第28號開始連載至2022年第20號，自2022年4月25日起改於《少年Jump+》週一連載，每三話休刊一次。臺灣《寶島少年》2020年第28期起同步連載，自2023年32期後，將移往東立電子書城「寶島少年EX」連載。這是矢吹自《出包王女》2009年完結以來時隔約11年再次於《週刊少年Jump》連載漫畫。2022年1月系列發行量突破100萬本。改編電視動畫於2023年1月9日開播，由SILVER LINK.旗下的CONNECT擔任動畫製作。

## 故事

### 設定
故事發生於存在妖怪的現代日本。人的身上具有兩種能量，「魂」是精神能量，「魄」是生命能量。妖怪是僅具有「魄」的生命。女主角花奏鈴具有自由操控「魄」的能力，因此被稱為妖巫女。主要舞台是虛構的小美呼市，在作者的想像中位在小田原一帶。

### 劇情大綱
妖巫女花奏鈴從小就受到各種妖怪垂涎，所幸她的青梅竹馬風卷祭里是專門對付邪惡妖怪的忍者「祓忍」，總是在她身旁保護她。升上高中時，鈴遭到「妖之王」白金攻擊。祭里雖然封印了白金的妖力，卻也遭其施術變成女性。由於鈴希望祭里有一天仍能變回男性，因此祭里無法輕易將白金消滅，只能將牠安置在家中就近監視。

## 登場人物
- 以下聲優以電視動畫版／有聲漫畫版的順序排列。

### 主要角色
風卷祭里（聲：千葉翔也（男）、富田美憂（女）／峯田大夢（男）、京花優希（女）、樺澤綾（童年時期））
本作主角，風卷家的祓忍，專門降服為害世人的妖怪，實力高強。雖然職責是降妖，但不認為所有妖怪也是有害的。正義感強，有堅忍不拔的意志，即使遇到難以應付的敵人都會以各種方法打倒。現與花奏鈴一起就讀北彩高校一年級。
在第一話封印白金的時候被其施下「性醒流轉」之術變為女性，美少女，頭髮亦變為白色（男性時頭髮為黑色），而且是巨乳。作為女性時肚臍附近會有印記。時常將封印白金力量的卷軸帶在身上。全無作為女性的自覺，不時會無意識地走進男廁。
個性認真但遲鈍，對自身的魅力一無所覺，亦沒有察覺鈴對自己的好感。小時候害怕妖怪，對能心平氣和地與妖相處的鈴非常崇拜，在得知她是妖巫女更發誓要一生守護她。後來發覺自己對鈴的感情是好感，但因為自己評價很低，不認為鈴會喜歡自己，還將她對自己的好意視為是溫柔的延伸。開始時無法融入班內的女同學團體，但經過鈴及本人的努力，結識了鳥羽彌生及月丘露西等朋友，并组成「花鸟风月」四人组。被露西在河邊見過男性的真身，但誤以為他是外星人。
遇见并与影之命依起冲突后，被歌川画乐封印了风忍术，但祭里在面对日喰想介时领悟了风卷流·岚身之术，成功解决日喰想介事件，之后被铃告白，但祭里表示只有恢复为男儿身之后二人才能交往。在铃因为影之命依转入北彩后轮流激吻祭里而成为学校舆论焦点时，不惜牺牲自己形象，以「男女通吃」、「和四人关系密切」等流言帮助铃脱离舆论风波。
結局時，在白金取回力量之後，選擇暫時繼續作為女性生活。理由是他還沒準備好以男性的身分與鈴交往，同時也不想破壞現在人際關係為理由，所以希望直到高中畢業前不要解除「性醒流轉」。但也放棄了「恢復男儿身后才能交往」的條件，與鈴正式交往。
前作《邪馬台幻想記》中的男主角紫苑的轉世。
花奏鈴（聲：市之瀨加那／會澤紗彌）
本作女主角。祭里的青梅竹馬，就讀北彩高校一年級。相貌可愛，雖然很喜歡吃點心，但身材勻稱，很在意自己的粗大腿。
天生的「妖巫女」，不自覺分泌過剩的魂力（生命力），所以會吸引大大小小的妖怪。白金亦因為鈴的這特質想要吃掉她。自小能看到妖怪，亦因此被同輩取笑，無法交朋友。直到高中才認識到彌生及露西等友人。在第22話時因為白金失去妖之王的力量，而成為當代妖之王。
喜歡祭里，即便他被變成女生也不曾動搖，甚至想像過和祭里發生同性戀愛，更不時妄想，但不清楚祭里的心意，更誤會祭里喜歡宗牙。曾經因為魂力失控而不自覺產生了面影（分身），並潛入祭里家襲擊祭里。後來多番練習後已能操控面影。想早日加強妖巫女的力量幫助祭里回復男兒。在彻底解决被影之命依控制的日喰想介事件后无法压制自己的感情，对祭里告白并互相确认对方的心意，但祭里表示只有当自己恢复为男儿身之后二人才能交往。
與命依（前代妖巫女）喜歡同一樣的景色，但沒有前世的記憶。第32話中得知自己前世的過去。
結局時與祭里正式交往，但因為捨不得放棄女性的祭里，想要拜白金為師學習「性醒流轉」，被白金嚴厲拒絕。
前作《邪馬台幻想記》中的女主角壹與的轉世。
幼心君
鈴意識深處的另一個人格，自稱為「幼心の君」，繼承著妖巫女的前世記憶。過去的妖巫女會在成長的過程中慢慢回想起前世的記憶，但鈴不同，她從出生起就已經知道前十二世的記憶。命依被活祭的怨恨就彷彿昨日，讓她自小就難有笑容。她有考慮過是否要報復人類，但因為這一世的父母都是好人而舉棋不定，直到遇上祭里，讓她漸漸找回人類的感情，也放下了對人類的怨恨。而為了能以花奏鈴的身分與祭里在一起，鈴將頭髮剪短，一並連同妖巫女的記憶捨去，最終這些記憶就成為「幼心の君」。
白金（聲：玄田哲章／長門三照（偽裝）、藤倉光（真身））
妖怪之王，想要吃掉花奏鈴，第一話時被祭里封印了力量，從此被祭里和小鈴帶在身邊。曾被人類供奉為神，但隨時間流逝而漸漸失去信徒，後來自己的神社不只荒廢，還被當成情侶幽會的場所。心有不甘的他為懲罰這些情侶，到深山中閉關修行，學會「性醒流轉」。但當他學成歸來後，才發現自己的神社連同村落一起沉沒在水庫之中。因為這些經歷，讓他不再信任人類，認為人類擅自畏懼自己、擅自供奉自己，又在最後擅自遺忘自己。同時還很反感人類的親密行為，常認定祭里和小鈴的親密接觸是不知羞恥。
很早就知道日喰想介的存在，為保護其他妖怪而與之交戰，卻打成兩敗俱傷。為了提升自己的力量擊敗日喰，才會盯上作為妖巫女的小鈴。在祭里與日喰的對戰中趁機解開封印，卻為了保護鈴而被日喰重傷，後更被奪走大部分的力量。事件後，讓小鈴的暫代妖怪之王的位置，自己則等待小鈴完全掌握妖巫女的的力量後，請她讓自己復原。
在恋绪使用熏香治疗祭里的性转术时，不幸中了熏香的副作用而陷入自我否定状态、失去自我存在意义并逐步消散，在濒死之际遇到恋绪的祖母校长，回忆起她便是当年在神社立下「永远不会忘记妖之王白金大人」誓言的小女孩，重新找回自我。
結局時，透過鈴取回完整的妖力，重新回到妖之王的位置上。之後離開鈴的家回到了深山，但答應鈴等人如果要找他，他還是願意現身。
二之曲宗牙（聲：石毛翔彌）
祭里的前輩，就讀北彩高校的二年生。由於目光銳利而被同學誤解成不良，但實際上是個容易激動、而且有正義感的人。
新人時期與祭里一起完成任務後承認其實力，並認為他是自己的好對手。對家人以外的女性全無免疫，尤其是女性化後的祭里不時無意識地將身體貼到宗牙身上，甚至意外目擊其裸體，皆會令宗牙緊張面紅心動。初認識鈴時，認為作為妖巫女的她是與半人半妖的存在，對她有一定程度的戒備，後來多次交雜後被其溫柔個性所感而心動，但在知道她與祭里的羈絆下放棄。與戀緒是認識多年的青梅竹馬，小時候曾多次被她拿來當作道具的實驗對象，是他對女性的產生隔閡的原因。
武器為拳劍，擅長高速移動。
角色設計稍微受到《DARLING in the FRANXX》的影響；矢吹曾負責繪製該作的改編漫畫。
二之曲波之助（聲：新井里美）
宗牙的式神，鴿子外形，愛吃豆子，武器為三節棍。
香爐木戀緒（聲：山根綺）
祭里的青梅竹馬，祓忍具製作師一族香爐木家的女技師。髮型是包子頭雙馬尾。
目標是成為祭里的專屬技師，其所有的祓忍具幾乎都是她製作，所以很清楚祭里的身體。是個變態氣味控（27話中自認），靠嗅出人、妖甚至妖術的氣味特徵來製作專門的祓忍具。嘗試製作祓忍具來解開「性醒流轉」，但失敗。
對祭里懷有好感，因其獨特的戀愛觀，將自己感情以與祭里的搭檔關係呈現，所以無論祭里與鈴的關係有多少進展，她都會以專屬技師的名義與祭里親近。由於父母輩都是熟人，所以與宗牙在小時候就經常見面，算是青梅竹馬，是他少數除家人外能心平氣和交流的女性，但也因為曾拿他當道具的實驗對象，帶給他不少心理陰影。
原本就讀女校，但為了更好協助祭里，透過作為校長的祖母轉入北彩高校。

### 北彩高校
鳥羽彌生（聲：戶松遙／遠藤香音）
铃在北彩高校的同学与好友，在“花鸟风月”四人组中学习成绩最为优秀。对同性之间的身体接触情有独钟，特别喜欢铃的脚和女祭里的胸的触感。
原本看不見妖怪，但在一次意外中遭到惡妖附身，陷入危機時被祭里和鈴救下。事後獲得靈視能力，也了解到祓忍與妖怪的存在，成為少數了解祭里等人情況的普通人之一。
月丘露西（聲：木野日菜／貫井柚佳）
混血，大小姐出身，自称露（ルー），“花鸟风月”之月。重度中二病，相信外星人却不信有妖怪存在，這樣的認知讓她比一般人還更難看見妖怪。曾在河边见过祭里的男性真身，对男祭里一见钟情并把他称为“白祭大人”。经过调查发现女祭里国中时的照片赫然是白祭，认定祭里全家都是宇宙人。后突袭洗澡的女祭里，在白金将女祭里通过合身变化暂时恢复成男祭里后对祭里明示好感。
筋森益荒男（聲：山本兼平／森田凌）
北彩高校英语教师，全身上下充满爆炸性的肌肉，喜欢猫。真实身份是从战场的士兵们顽强的意志中诞生的人妖。长年的佣兵生活令筋森产生了对和平的憧憬，因而他舍弃了一切战斗、选择为了国家的未来而教书育人。

### 祓忍
風卷清弦（聲：魚建／常盤昌平）
祭里的祖父。以前是出色的祓忍，目前還有多少實力仍是未知數，曾試著出手對付日喰但閃到腰動彈不得。被拉琪卡稱作「傑德」。
風卷纏
祭里的母親，為「關東祓忍眾」現任首領。以山瀨伊吹的身份成為北彩高校的老師。酒量如海，連戀緒的父親獅子丸、宗牙的父親武牙也不是她的對手。對祭里變成女性一事抱有興趣。试图祓除影之命依时被其注入过多生命力因而暂时腾不出余力使用忍术。
二之曲武牙
宗牙的父親、表面身份是麵店「二之蕎麵」的老闆。认识祭里，对祭里变成女性没有特别想法，但后来却支持儿子宗牙去和女祭里交往。
二之曲刃夜
宗牙的妹妹，見習祓忍。出场时偷了宗牙的着装忍具并自称是也中了性转术的宗牙，被铃夸奖「变成女孩子的宗牙前辈好可爱」，询问祭里变成女孩子后的感受，戏弄了祭里和铃一番，之后更要求女祭里和宗牙交往。被宗牙训斥后一个人练习手里剑，却无意中攻击到影之命依，在影之命依发火之际被祭里所救，更加深了对女祭里的好感，称之为「姐姐大人」。
香爐木獅子丸
戀緒之父及師傅。

### 妖怪
歌川畫樂（聲：田丸篤志）
畫筆的付喪神，與白金是舊識，在人類社會以知名畫家的身分活動。喜歡畫貓。可以使用畫筆將畫出來的東西具現化，甚至可以在牆壁創造出一道門或創造出八爪魚等。受益於畫家身分所帶來的極高知名度，实力达到非常恐怖的程度。
曾與鈴的前世命依生活過很長時間，喜歡命依，深悔自己能力不足沒有救得了她。漫畫32話中說過會令到鈴回復前世的記憶。第61话用魂缚之术封印了祭里的风忍术，促使祭里领悟了岚身之术。表面幫助影之命依的復仇，實際上是希望她能擺脫怨念的束縛，被风卷缠称为双面间谍。
比良坂命依
上代妖巫女，擁有從前所有妖巫女的記憶，並且有強大的妖力。容貌與鈴相似，差別是有著一頭長髮，身材很好，並穿着會露出側乳的巫女服。
自認比起人，是更接近妖的存在。努力使人類與妖和平共處，四處勸說妖怪不要傷人，對冥頑不靈者則將之封印。在封印塵塚怪王後收留了畫樂，但對畫樂的心意一無所知。最後為了鎮壓水災，被村民抓去活祭。死后心分裂成三份：相信人类和世界美好的幼女命依、憎恨人类试图复仇灭世的影之命依，转世的花奏铃。
日喰想介（聲：松岡禎丞）
有著美少年外表的妖怪。是現在人類社會下誕生的現代妖—「人妖」，有著與人類一樣外表。
能力為「影喰」，能在周圍空間創造一個吞噬生命能量的嘴巴。一旦被這嘴巴咬住身體，沒有肉體的妖會被消去，人類的話則是會因為失去生命力而變的無力。最恐怖的是嘴巴在出現之前無聲無息，幾乎無法感知。
影命依
从被活祭的命依对世界的怨恨中诞生出的人妖，外表與命依別無二致，擁有妖巫女一部分的力量。想要吸收铃以重新找回妖巫女的全部力量，再对世界复仇。曾控制了日喰想介，一度是祭里和宗牙的祓除对象。
完全捨棄了人類的身分，以妖怪自居，所以也不再在乎人類的道德標準。羞耻感极低，也是白金吐槽「不知羞耻」的主要对象之一。
在祭里等人前来追捕之时，以想要體驗和平時代與高中生生活為由主动提出停战協議，後以鈴的表姊身分转入北彩高校。实际上是因為她認為祭里和铃的感情是獲得妖巫女力量的障礙，在畫樂的建議下採取懷柔策略，希望就由插足兩人的關係而使铃的内心动摇，从而吸收铃的身體。將報復世界的計畫延後到得到完整力量後再實施，在這之前不會主動攻擊人類。
由于命依生活在幕末时代，继承命依记忆的影命依对社会的理解和认知也停留在幕末，导致闹出了不少笑话。不只缺乏現代生活常識，在學校的所有科目也全科挂零，令筋森老师非常担忧。
史內格·拉琪卡
俄羅斯民間傳說中嚴寒老人的孫女及助手－雪姑娘，依附在畫本《俄羅斯的聖誔老人》上而輾轉來到日本。
初到日本時舉目無親，在徬徨之時認識小雲，與她成為朋友。後來在小雲的慫恿下，想取代花奏鈴成為妖之王，但被鈴的誠意感動而放棄。事後在鈴的介紹下住在畫樂的工作室，但因為畫樂太無趣，而轉去風卷家住。因為祭里的祖父風卷清弦長的很像嚴寒老人，所以非常親近他。
一開始因為記恨祭里曾在戰鬥中把自己丟進去熱水中，所以對他有十分的戒心。害怕打雷，曾因為打雷而使幻化出來的衣服消失。後來在祭里安撫下穩定下來，感受到他的溫柔，關係有所好轉。
能力是控制冰雪，力量十分強大，可以召喚出魔像，也可以用能力幻化出自己的衣服。力量不穩定，曾因為小雲說她是廢物而使力量失控，令魔像暴走。
小雲
鏡的付喪神，羅奇卡的朋友。能力可以使人掉進鏡的世界。

## 出版書籍
| 卷數 | 集英社 | 集英社        | 集英社                 | 東立出版社         | 東立出版社                    | 東立出版社                                                  |
| 卷數 | 副標題 | 發售日期      | ISBN                   | 副標題             | 發售日期                      | ISBN                                                        |
| ---- | ------ | ------------- | ---------------------- | ------------------ | ----------------------------- | ----------------------------------------------------------- |
| 1    |        | 2020年10月2日 | ISBN 978-4-08-882505-2 | 祭里與小鈴與妖怪   | 2021年3月25日                 | ISBN 978-957-26-6458-2                                      |
| 2    |        | 2020年12月4日 | ISBN 978-4-08-882516-8 | 特別的關係         | 2021年8月9日 2021年8月16日    | ISBN 978-957-26-7314-0（首刷限定版） ISBN 978-957-26-6459-9 |
| 3    |        | 2021年3月4日  | ISBN 978-4-08-882582-3 | 少年的邀約         | 2021年9月13日 2021年9月17日   | ISBN 978-957-26-7364-5（首刷限定版） ISBN 978-957-26-6765-1 |
| 4    |        | 2021年6月4日  | ISBN 978-4-08-882682-0 | 比良坂命依         | 2021年11月29日 2021年12月3日  | ISBN 978-957-26-8133-6（首刷限定版） ISBN 978-957-26-7280-8 |
| 5    |        | 2021年8月4日  | ISBN 978-4-08-882732-2 | 神秘的雪姑娘       | 2022年1月14日 2022年1月21日   | ISBN 978-957-26-8134-3（首刷限定版） ISBN 978-957-26-7660-8 |
| 6    |        | 2021年10月4日 | ISBN 978-4-08-882790-2 | 日照神與少女們     | 2022年3月24日 2022年3月31日   | ISBN 978-957-26-8777-2（首刷限定版） ISBN 978-957-26-8022-3 |
| 7    |        | 2022年1月4日  | ISBN 978-4-08-882881-7 | 交錯的前世與現世   | 2022年5月26日 2022年6月2日    | ISBN 978-957-26-9194-6（首刷限定版） ISBN 978-957-26-8598-3 |
| 8    |        | 2022年3月4日  | ISBN 978-4-08-883034-6 | 我想幫助你         | 2022年7月18日                 | ISBN 978-957-26-9256-1（首刷限定版） ISBN 978-957-26-9010-9 |
| 9    |        | 2022年6月3日  | ISBN 978-4-08-883148-0 | 濕潤的戰術         | 2022年10月17日 2022年10月24日 | ISBN 978-957-26-9924-9（首刷限定版） ISBN 978-957-26-9727-6 |
| 10   |        | 2022年9月2日  | ISBN 978-4-08-883250-0 | 小鈴神隱了         | 2023年1月12日                 | ISBN 978-626-347-672-1（首刷限定版） ISBN 978-626-347-369-0 |
| 11   |        | 2022年11月4日 | ISBN 978-4-08-883363-7 | 幼心的想法         | 2023年2月23日 2023年3月3日    | ISBN 978-626-347-918-0（首刷限定版） ISBN 978-626-347-784-1 |
| 12   |        | 2023年1月4日  | ISBN 978-4-08-883440-5 | 回憶的髮夾         | 2023年5月19日 2023年5月26日   | ISBN 978-626-360-477-3（首刷限定版） ISBN 978-626-360-283-0 |
| 13   |        | 2023年3月3日  | ISBN 978-4-08-883514-3 | 性醒流轉・解除!?   | 2023年6月26日 2023年7月3日    | ISBN 978-626-360-707-1（首刷限定版） ISBN 978-626-360-636-4 |
| 14   |        | 2023年6月2日  | ISBN 978-4-08-883545-7 | 妖巫女的真實身分   | 2023年11月6日 2023年11月13日  | ISBN 978-626-372-475-4（首刷限定版） ISBN 978-626-372-408-2 |
| 15   |        | 2023年9月4日  | ISBN 978-4-08-883712-3 | 愛的牢獄           | 2023年12月22日 2023年12月29日 | ISBN 978-626-02-0136-4（首刷限定版） ISBN 978-626-02-0093-0 |
| 16   |        | 2023年12月4日 | ISBN 978-4-08-883802-1 | 小鈴與祭里的大團圓 | 2024年4月8日 2024年4月15日    | ISBN 978-626-02-1098-4（首刷限定版） ISBN 978-626-020-762-5 |

## 迴響
《妖幻三重奏》開始連載時，因在第1集男主角被性轉為女生，「TS百合」一度成為Twitter的熱門趨勢。
單行本第1卷在2020年10月2日發售，在當年開始發售的漫畫單行本第1卷中銷量排名第8。截至2021年3月，本作發行量超過35萬本。2022年1月，本作發行量超過100萬本。

## 電視動畫

### 主題曲
片頭曲
歌：フィロソフィーのダンス
作詞：兒玉雨子，作曲：SoichiroK / Nozomu.S，编曲：Soulife（Sony Music Labels Inc.）
片尾曲
歌、作詞、作曲：MIMiNARI
客串演出：風卷祭里（女）（富田美憂）、花奏鈴（市之瀨加那）

### 各話列表
| 話數     | 日文標題 | 中文標題         | 劇本     | 分鏡              | 演出              | 作畫監督                                                       | 總作畫監督 | 首播日期      |
| -------- | -------- | ---------------- | -------- | ----------------- | ----------------- | -------------------------------------------------------------- | ---------- | ------------- |
| 第一話   |          | 祭里與鈴與妖怪   | 安川正吾 | 馬引圭            | 守田藝成          | 川添亞希子、幡野雄亮 梅田一城                                  | 古川英樹   | 2023年 1月9日 |
| 第二話   |          | 女性朋友         | 安川正吾 | 山本辰            | 竹之內和久        | BigOwl、Revival                                                | 古川英樹   | 1月16日       |
| 第三話   |          | 神速之祓忍       | 入江信吾 | 富田祐輔          | 富田祐輔          | 佐野隆雄、大岩德美 荻原正人、林隆祥 幡野雄亮                   | 廣富麻由   | 1月23日       |
| 第四話   |          | 妖巫女的憂鬱     | 安川正吾 | 西田正義          | 麩內悠            | BigOwl、Revival                                                | 古川英樹   | 1月30日       |
| 第五話   |          | 面影             | 入江信吾 | 海風涼            | 守田藝成          | 梅田一城、原友樹 川添亞希子                                    | 古川英樹   | 3月6日        |
| 第六話   |          | 看得見，看不見   | 谷畑     | 澤井幸次          | 小柴純彌          | 佐野隆雄、大岩德美 幡野雄亮、林隆祥                            | 廣富麻由   | 3月13日       |
| 第七話   |          | 歌川畫樂         | 安川正吾 | 西田正義          | 大久保雅司        | 大塚美登理、樫内乃恵子 櫻井拓郎、Revival                       | 古川英樹   | 8月21日       |
| 第八話   |          | 奪走第一次的人   |          | 田中千駿          | 田中千駿          | 林夏菜、杜野都 古川英樹、高橋晃平 Facu Escobedo STUDIO MASSKET | 古川英樹   | 8月28日       |
| 第九話   |          | 與「他」的相遇？ | 安川正吾 | 竹之內和久        | 富田祐輔          | 川添亞希子、佐野隆雄 萩原正人、廣富麻由 日影工房               | 廣富麻由   | 9月4日        |
| 第十話   |          | 誘惑的少年       | 入江信吾 | Royden B          | 石川久一          | BigOwl、Revival                                                | 古川英樹   | 9月11日       |
| 第十一話 |          | 調和之心         | 入江信吾 | 竹之内和久        | 守田藝成 富田祐輔 | 丹羽信礼、原友樹 幡野雄亮                                      | 古川英樹   | 9月18日       |
| 第十二話 |          | 妖王 花奏鈴      | 安川正吾 | 馬引圭 秋田谷典昭 | 秋田谷典昭        | 古川英樹                                                       | 不適用     | 9月25日       |

### 藍光&DVD
| 卷數 | 發行日期       | 收錄話數       | 規格編號      | 規格編號      |
| 卷數 | 發行日期       | 收錄話數       | 藍光版        | DVD版         |
| ---- | -------------- | -------------- | ------------- | ------------- |
| 1    | 2023年9月27日  | 第1話、第2話   | ANZX-16421/2  | ANZB-16421/2  |
| 2    | 2023年10月25日 | 第3話、第4話   | ANZX-16423/4  | ANZB-16423/4  |
| 3    | 2023年11月22日 | 第5話、第6話   | ANZX-16425/6  | ANZB-16425/6  |
| 4    | 2023年12月27日 | 第7話、第8話   | ANZX-16427/8  | ANZB-16427/8  |
| 5    | 2024年1月31日  | 第9話、第10話  | ANZX-16429/30 | ANZB-16429/30 |
| 6    | 2024年2月28日  | 第11話、第12話 | ANZX-16431/2  | ANZB-16431/2  |

## 註腳

### 來源
1. 1 2  . Natalie. 2020-06-15  [2020-06-29]. （原始内容存档于2020-06-29） （日语）.
2. ↑  本週第28期的『寶島少年』. 東立出版社於Facebook. 2020-06-15 [2023-05-07]
3. ↑  .   [2023-07-10]. （原始内容存档于2023-07-10）.
4. ↑  . 寶島少年. 2021-05-17, (24).
5. ↑  @yabuki_info.  (推文). 2021-06-11 –Twitter （日语）.
6. ↑  漫畫第64話
7. ↑  . 集英社.   [2020-08-20]. （原始内容存档于2022-06-02） （日语）.
8. ↑  . 集英社.   [2020-10-24]. （原始内容存档于2021-02-25） （日语）.
9. 1 2  . 集英社.   [2021-03-04]. （原始内容存档于2021-03-01） （日语）.
10. ↑  . 集英社.   [2021-06-04]. （原始内容存档于2021-06-03） （日语）.
11. ↑  . 集英社.   [2021-07-30]. （原始内容存档于2021-08-03） （日语）.
12. ↑  . 集英社.   [2021-09-30]. （原始内容存档于2022-05-27） （日语）.
13. 1 2  . 集英社.   [2021-12-26]. （原始内容存档于2022-05-27） （日语）.
14. ↑  . 集英社.   [2022-05-21]. （原始内容存档于2022-06-15） （日语）.
15. ↑  . 集英社.   [2022-05-21]. （原始内容存档于2022-06-14） （日语）.
16. ↑  . 集英社.   [2022-10-02]. （原始内容存档于2022-10-02） （日语）.
17. ↑  . 集英社.   [2022-10-21]. （原始内容存档于2022-11-04） （日语）.
18. ↑  . 集英社.   [2022-01-04]. （原始内容存档于2023-02-21） （日语）.
19. ↑  . 集英社.   [2022-03-03]. （原始内容存档于2023-03-11） （日语）.
20. ↑  . 集英社.   [2022-06-02]. （原始内容存档于2023-06-04） （日语）.
21. ↑  . 集英社.   [2022-09-04]. （原始内容存档于2023-12-08） （日语）.
22. ↑  . 集英社.   [2023-11-06]. （原始内容存档于2023-12-08） （日语）.
23. ↑  . AnimeAnime.jp. 2020-06-15  [2020-09-16]. （原始内容存档于2020-09-17） （日语）.
24. ↑  . KAI-YOU. 2021-01-26  [2021-01-31]. （原始内容存档于2021-02-07） （日语）.

## 外部連結
漫畫
- 週刊少年Jump官方網站（日語）
- 漫畫第1集 - 少年Jump+（日語）
- 漫畫第1集 - MANGA Plus （英文）

電視動畫
- 電視動畫官方網站（日語）
- 電視動畫的X（前Twitter）（日語）